# Vorfertigung
Die Vorfertigung (oder Präfabrikation) ist in der Produktionswirtschaft derjenige Teil der Produktion, der sich mit der Fertigung von den für die Produktion erforderlichen Bauteilen befasst. Unter dem sogenannten Vorfertigungsgrad versteht man, zu wie viel Prozent die Bauteile im Vorhinein schon bearbeitet sind, bevor sie auf die Baustelle geliefert werden.

## Allgemeines
Vorfertigung gibt es in Produktionsbetrieben mit mehreren Fertigungsstufen. Die Fertigungsstufe mit Vorfertigung ist der Hauptfertigung vorgelagert. In der Vorfertigung werden Einzelteile, Baugruppen oder Bauteile so aufbereitet, dass sie Bestandteil eines Endproduktes werden können. Das Zusammenfügen einzelner Teile und Schichten zu einem ganzen Bauteil wird als Vorfertigung bezeichnet.

## Beispiele
Im Bauwesen wird der Systembau oft mit Vorfertigung gleichgesetzt, weil die Produktion eines Gebäudes und seiner Konstruktion industriell angelegt ist. Viele Bausysteme verwenden vorgefertigte Bauteile und basieren auf industriellen Montageverfahren, selbst wenn sie auf der Baustelle montiert werden.
In der Gastronomie kennt man die Vorfertigung von Speisen. So wird in der Küche zunächst das Steak filetiert, gebraten und gewürzt. Diese Vorfertigung ist erforderlich, um beispielsweise ebenfalls vorgefertigte Beilagen parallel vorzubereiten, bis das aus mehreren Teilen bestehende Menü serviert werden kann.
In der Film- und Musikindustrie wird die Vorfertigung als Vorproduktion (im Film / in der Musik) bezeichnet. Auch die Programmierung wendet das Prinzip der Vorfertigung an, so etwa beim Erstellen von Internetseiten durch Standardisierung und modulare Einheiten. Für die Kunden von Softwarefirmen ist dies zum Beispiel durch Typen von Webseiten-Konstruktionen ersichtlich, die man als Vorlage benutzen kann.

## Geschichte
Bei der Herstellung kleiner, aber viel verwendeter Bauteile bzw. Elemente setzte die Standardisierung bereits sehr früh – teilweise schon vor der industriellen Revolution – ein. Als eines der ersten Beispiele sind genormte Ziegel zu nennen, die teilweise schon in der Antike üblich waren. Aus der Zeit der beginnenden Industrialisierung sind Kleinteile wie Schrauben und Drahtstifte zu erwähnen, doch auch gleichmäßige Platten, Dachziegel oder einheitliche Querschnitte im Holzbau (Latten, Bretter) und im Metallbau. Im Bauwesen führte die Verwendung von genormtem Profilstahl oder von Großblock-Hohlsteinen zu einer Beschleunigung, aber auch zu verlässlicheren Vorausberechnungen der Statik.
Im Hochbau begann die Vorfertigung großen Stils gegen Mitte des 20. Jahrhunderts: ausgehend von den Erfahrungen mit Span- und Gipskartonplatten entwickelte man Techniken des Fertigteilbaues, bei der im Werk vorgefertigte Elemente erst auf der Baustelle zu einem Gesamtbauwerk zusammengefügt werden; Diese Bauweise führte in den 1970er-Jahren zu einem ersten Boom von Fertigteilhäusern, die neben dem Kostenvorteil auch ein genaueres Kalkulieren der Baukosten ermöglichten.
Ähnliche Verfahren führten auch in anderen Branchen wie der Elektrotechnik und Elektronik zu starker Verbilligung und Leistungssteigerung. Generell wird durch die Vorfertigung von Bauteilen auch die technische Planung erleichtert und die Auswirkung von Störungen besser abschätzbar, die zum Beispiel durch Abweichungen von den Normeigenschaften der Bauteile entstehen.

## Wirtschaftliche Aspekte
Dem Ablaufabschnitt der Vorfertigung folgen die Vormontage und Endmontage (siehe Montage). Die einzelnen Fertigungsstufen bedingen einander und müssen im Arbeitsablauf so harmonisiert werden, dass ein Flaschenhals vermieden wird. Die Vorfertigung lässt eine gewisse Fertigungstiefe erkennen, denn in Eigenfertigung selbst vorgefertigte Teile könnten auch als Vorleistungsgut fremdbezogen werden.
Durch Standardisierung der Bauteile hinsichtlich ihrer Maße und Eigenschaften ist eine deutliche Beschleunigung und Verbilligung der Endmontage möglich, teilweise auch eine gleichmäßigere Produktqualität. Ein Nachteil könnten die höheren Lagerkosten oder eine Unter- bzw. Überproduktion sein.
Vorfertigung muss nicht zwangsläufig industrielle oder maschinelle Massenproduktion sein, sondern kann auch manuell in kleinen Serien oder in Einzelfertigung erfolgen. So kann zum Beispiel im Bauwesen die Baustellen-Fertigung einer Werksfertigung vorzuziehen sein, etwa beim Guss nur weniger, aber gleicher Betonplatten.
Eine andere Zielrichtung der Vorfertigung kann die Minimierung des Materialaufwandes sein – zum Beispiel durch das Verhältnis zwischen der Form des Bauteils und seiner Tragfähigkeit oder Belastbarkeit (mechanisch, thermisch, elektrisch usw.). Typisch dafür sind zum Beispiel Schalenkonstruktionen im Bauwesen, Maschinen- und Industriebau. Auch die vorgefertigte Mischung von Baustoffen kann die Wirtschaftlichkeit steigern; in den letzten Jahren ist der klassische Fertigbeton durch eine Reihe anderer Mischsysteme ergänzt worden.
Damit ermöglichen die Methoden der Vorfertigung einerseits kürzere Bau- oder Durchlaufzeiten und größere Flächen bzw. Volumina, andererseits Kostensenkungen und teilweise auch höhere Flexibilität – insgesamt also eine Steigerung der Wirtschaftlichkeit. Ohne weitgehende Vorfertigung wären viele heutige Produkte für Alltag und Industrie in der Herstellung zu teuer oder auf wesentlich geringere Stückzahlen beschränkt.

## Vorfertigungsgrad
Gerade in der Bauwirtschaft spielt die Vorfertigung eine große Rolle, da hierdurch insbesondere eine Bauzeitverkürzung erreicht werden kann. Zur Bewertung und Vergleichbarkeit der Vorfertigung wird oftmals auf den Vorfertigungsgrad (VFG) verwiesen. Dieser ergibt sich aus dem Verhältnis der Werte für die vorgefertigte Leistung und die Gesamtleistung. Im Hochbau erreicht die Modulbauweise den höchsten Vorfertigungsgrad.
{\displaystyle {\text{Vorfertigungsgrad}}={\frac {\text{Vorgefertigte Leistung}}{\text{Gesamtbauleistung}}}\cdot 100\%\,}